# EKKE Roma Szakkollégium
A EKKE Roma Szakkollégiumot 2012-ben alapították Egerben, az Eszterházy Károly Katolikus Egyetem keretein belül.

## Bemutatása
Az EKKE Roma Szakkollégium 2012 óta működik az egri Eszterházy Károly Katolikus Egyetem keretein belül. Fő céljának tekinti, hogy a magas szintű oktatás és a tehetséggondozás mellett támogatást nyújtson a cigány és/vagy hátrányos helyzetű hallgatóknak társadalmi nehézségeik leküzdésében. Ezzel párhuzamosan a szakkollégium elkötelezett egy olyan értelmiségi réteg nevelésében, amely érzékenyen reagál a társadalmi problémákra, és aktívan részt vállal azok megoldásában.
A szakkollégium együtt kíván működni olyan fiatal cigány értelmiségiekkel, akik felelősséget éreznek a cigányok fejlődése iránt, és elkötelezettek a cigány és magyar emberek közötti együttélés előmozdításában. Ennek érdekében hallgatókat támogatják abban, hogy saját szakterületükön kiemelkedő eredményeket érjenek el – tehetséggondozással és szükség esetén hátránykompenzáló programokkal. Olyan szellemi és közösségi közeget biztosít számukra a szakkollégium, ahol a szakmai fejlődés, az identitás erősítése és az önismeret elmélyítése mellett lehetőség nyílik a formális oktatáson túli tanulásra, önképzésre, és ahol a társadalmi felelősségvállalás gyakorlati módon is megvalósul.
Az EKKE Roma Szakkollégium céljának tekinti, hogy feltételeket biztosítson és kereteket nyújtson tagjainak:
- igényes szakmai és tudományos munkára,
- identitás- és személyiségfejlesztésre,
- széleskörű szakmai és közismeretek megszerzésére,
- szakmai mentor igénybevételére,
- egyéni tanulmányi terv szerinti fejlődésre,
- reális és kritikus társadalomszemlélet kialakítására,
- aktív és felelős közéleti tevékenységre,
- személyes és szakmai kompetenciáik fejlesztésére.[1]